# Spoorlijn Rorschach - Sargans
De spoorlijn Rorschach - Sargans, ook wel Rheintalbahn genoemd, is een Zwitserse spoorlijn, tussen de plaatsen Rorschach in kanton Sankt Gallen aan de Bodensee en de Rijn naar Sargans.

## Treindiensten

### S-Bahn Sankt Gallen
De treindiensten van de S-Bahn van Sankt Gallen worden uitgevoerd door de AB, SOB, THURBO.

### Thurbo
Thurbo AG verzorgt de stoptreinen op het trajectdeel tussen Buchs SG en Sargans.

### SBB
De Schweizerische Bundesbahnen (SBB) verzorgt het intercityverkeer van/naar Zürich en Chur. De treinen zijn in de dienstregeling aangeduid met de letters: IC.

#### Rheintal-Express
De Rheintal-Express is een dagelijks een uurdienst die langs de Rijn en de Bodenmeer tussen St. Gallen via Rorschach naar Chur loopt.

### TEE
Trans Europ Express (TEE) was de benaming voor een netwerk van luxueuze binnenlandse en internationale sneltreinen in Europa, dat van start ging in 1957.
De TEE Bavaria was in 1969 in het TEE-net opgenomen. Het betrof een opwaardering van de bestaande D-trein met dezelfde naam. Deze was op aandringen van de DB tot stand gekomen omdat ze op de net gemoderniseerde Allgäubahn een TEE wilde hebben in plaats van slechts een gewone D-trein. Door het schrappen van een aantal tussenstops werd de totale reistijd tot iets meer dan vier uur teruggebracht.
De Bavaria reed op dit traject tussen Rorschach en St. Margrethen.

### EuroCity
Op 31 mei 1987 richtten de spoorwegmaatschappijen van de Europese Unie, Oostenrijk en Zwitserland met 64 treinen het EuroCity-net als opvolger van de Trans Europ Express (TEE) op. In tegenstelling tot de TEE kent de EuroCity naast eerste klas ook tweede klas.
De EuroCity Bavaria was de voortgezet als EuroCity. Sinds 2002 rijdt deze trein echter zonder naam tussen Zürich en München.
De Bavaria reed op dit traject tussen Rorschach en St. Margrethen.
De Euro City Transalpin was de voortgezet als Eurocity van de internationale trein Transalpin die sinds 1 juni 1958 tussen Wenen en Bazel reed.
De Transalpin reed op dit traject tussen Buchs SG en Sargans.

## Aansluitingen
In de volgende plaatsen was of is er een aansluiting van de volgende spoorwegmaatschappijen:

### Rorschach
- Seelinie spoorlijn tussen Schaffhausen en Rorschach
- Rorschach - Winterthur spoorlijn tussen Rorschach en Winterthur
- RHB spoorlijn tussen Rorschach haven en Heiden

### St. Magrethen
- Vorarlbergbahn spoorlijn tussen Lindau en Bregenz naar Bludenz en tussen St. Magrethen en Bregenz

### Heerbrugg
- Rheintalische Strassenbahn (RhStB) voormalige regiotram tussen Altstätten Stadt - Heerbrugg en Bermeck en tussen Heerbrugg en Diepoldsau

### Altstätten SG
- Rheintalische Strassenbahn (RhStB) voormalige regiotram tussen Altstätten Stadt - Heerbrugg en Bermeck en tussen Heerbrugg en Diepoldsau
- Altstätten–Gais-Bahn (AGB) spoorlijn tussen Altstätten Stadt en Gais

### Busch SG
- Vorarlbergbahn spoorlijn tussen Lindau en Bregenz naar Bludenz en tussen Busch SG en Feldkirch

### Sargans
- Ziegelbrücke - Sargans spoorlijn tussen Ziegelbrücke en Chur

## Elektrische tractie
Het traject werd geëlektrificeerd met een spanning van 15.000 volt 16 2/3 Hz wisselstroom.